# Program Fobos

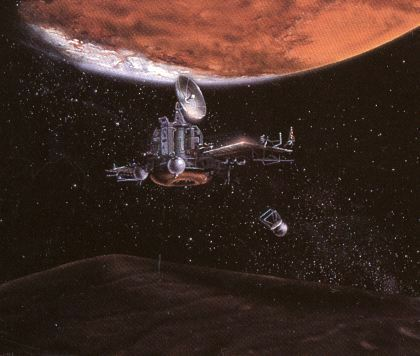
Wizja artystyczna sondy Fobos zrzucającej lądownik na powierzchnię księżyca Marsa

Program Fobos (ros. Фобос) – program lotu dwóch radzieckich bezzałogowych sond kosmicznych wysłanych w 1988 roku. Celem ich misji było przeprowadzenie szczegółowych badań marsjańskiego księżyca Fobosa. Sondy miały dokonać bardzo bliskich przelotów nad powierzchnią Fobosa, umieścić na niej lądowniki, wykonać obserwacje powierzchni i atmosfery Marsa, a także przeprowadzić obserwacje Słońca i przestrzeni międzyplanetarnej.

## Budowa sond
Sondy Fobos były najcięższymi dotychczas wysłanymi sondami międzyplanetarnymi o całkowitej masie wraz z członem napędowym 6220 kg. Główna część sondy składała się z toroidalnej sekcji z aparaturą elektroniczną otaczającą centralną sekcję cylindryczną, na której szczycie umieszczono antenę kierunkową do łączności z Ziemią. W dolnej części sondy znajdowały się cztery sferyczne zbiorniki z materiałami pędnymi i silniki korekcyjne. Dwie baterie słoneczne dostarczały energii elektrycznej. Obie sondy zaopatrzone były w stacjonarny lądownik, który miał zostać zrzucony na powierzchnię księżyca, a Fobos 2 dodatkowo w niewielki ruchomy lądownik (wykonujący skoki na powierzchni Fobosa).
W budowie aparatury naukowej uczestniczyły instytucje naukowe z kilkunastu krajów, w tym z Polski (dwa analizatory fal plazmowych wykonane w Instytucie Lotnictwa, przy udziale specjalistów z Centrum Badań Kosmicznych Polskiej Akademii Nauk). Koszt analizatorów wyniósł 60 milionów złotych (ceny z roku 1988). Koszt całej aparatury naukowo-badawczej zainstalowanej na sondach i przygotowanych przez ZSRR, Bułgarię, Węgry, NRD, Czechosłowację, Austrię, Finlandię, Francję, Szwajcarię, Szwecję i USA, wyniósł około 30 milionów dolarów USA.

## Przebieg misji
- Fobos 1 został wyniesiony z kosmodromu Bajkonur przy użyciu rakiety nośnej Proton 7 lipca 1988 roku. Początkowo lot sondy przebiegał prawidłowo. 29 sierpnia 1988 r. kontrolerzy lotu przesłali do sondy błędny rozkaz sterujący, który wyłączył system stabilizacji i orientacji sondy. W rezultacie sonda przestała zwracać panele słoneczne w kierunku Słońca i utraciła zasilanie w energię. Łączności nie udało się już odzyskać, a sonda pozostała na orbicie wokółsłonecznej.

- Fobos 2 został wyniesiony 12 lipca 1988 roku. Pomimo problemów technicznych (utrata jednego z dwóch nadajników) sonda po 200 dniach i pokonaniu 470 milionów kilometrów 29 stycznia 1989 roku weszła na orbitę eliptyczną wokół Marsa.  Następnie 18 lutego orbita próbnika została zbliżona do kołowej, przechodząc ponad równikiem planety. Orbita była o około 300 km powyżej Phobosa. Z tej wysokości próbnik przekazał na Ziemię zdjęcia satelitów Marsa, w tym z odległości około 400 km zdjęcia satelity na tle Marsa, jak również samego Phobosa z odległości około 320 km. Na zdjęciach wyraźnie widoczne były szczegóły budowy satelity (kratery o średnicy około 75 metrów). Zdjęcia przekazano wielu ośrodkom naukowym dla dokładnych badań. Na orbicie równikowej Phobos 2 przebywał prawie miesiąc. Następnie po obróbce informacji dokonanych w ośrodkach naziemnych przekazano na pokład próbnika sygnał uruchamiający silniki o małym ciągu i w marcu próbnik osiągnął orbitę synchroniczną z orbitą Phobosa. Począwszy od 25 marca, kiedy próbnik znajdował się w odległości 279 i 191 km od satelity, rozpoczął się seans przekazu obrazów. Seans trwał godzinę i 10 minut. Zdjęcia umożliwiły dokładną analizę ewentualnych miejsc lądowania. Kolejny seans trwający 15 godzin i 59 minut został zrealizowany kilka dni później (zdjęcia były wykonywane z wysokości od 214 do 371 km). Chodziło o wybór najkorzystniejszego miejsca, w którym próbnik mógłby przelecieć nad satelitą na wysokości 50 metrów – tak jak to planowano. Sygnały radiowe pokonywały odległość Ziemia – sonda – Ziemia w ciągu 30 minut[2]. Przelot nad powierzchnią i zrzucenie lądowników zaplanowano na 4-5 kwietnia 1989 r. 27 marca 1989 podczas kolejnego seansu łączność z sondą została utracona. W związku z tym przelot tuż nad powierzchnią satelity nie został zrealizowany[2]. Prawdopodobną przyczyną była awaria komputera pokładowego, która spowodowała utratę orientacji sondy. Fobos 2 zdołał wcześniej wykonać część zaplanowanych obserwacji pola magnetycznego, powierzchni i atmosfery Marsa oraz wykonać serię fotografii Fobosa. Program badań przewidywał, że w ciągu 15 miesięcy zostaną przeprowadzone wszystkie planowane czynności przygotowane przy udziale wielu państw, w tym Polski (CBK)[2].